# Хрвати у Румунији
Хрвати у Румунији (рум. Croații din România, хрв. Hrvati u Rumunjskoj) се деле у три различите групе са посебним обележјима и разликама у језику. То су Карашевци, Рекашки Шокци и Кечански Хрвати. Карашевци су етничка група која живи у две општине жупаније Караш-Северин, Карашево и Лупак. Они чине око 98 % свих Хрвата у Румунији. Друге две мање етничке групе живе у жупанији Тимиш, Шокци у месту Рекаш, и Хрвати у месту Кеча. Некада је у месту Сулина, на делти Дунава, постојала хрватска заједница. Њу су чинили речни пилоти (навигатори), који су у Сулину дошли пре неколико векова. Према попису из 2021. године у Румунији је било 4.842 Хрвата.  У правном систему Румуније Хрвати су признати као национална мањина.

## Карашевци

### Распрострањеност
Седам насеља, чије је становништво познато под називом Карашевци, смештена су у југозападном делу румунског Баната, у подножју највеће банатске планине Семеник, недалеко од Решице. Та насеља су Карашево, Клокотич, Јабалче, Лупак, Нермиђ, Равник и Водник. Осим ових насеља, Карашевци су живели у мањем или већем броју и у другим банатским насељима, као што су Докнеча (Дукњача, Докњача), Слатина-Тимиш, Калина, Липова и другде. Карашевака данас има и у насељу Тирол (Тилори), као и у градовима Решици и Темишвару. У монографији села Тирол из 1912. године, наводи се да су се у том месту населили Карашевци (Бугари) из комитата Карашког око 1828. године и да представљају трећину становништва општине, груписани у јужном делу насеља, где оснивају свој кварт. Остали становници су били немачки, и у мањем броју, француски колонисти, који су и основали насеље. Велики део Карашевака је био германизован. Данас карашевски живаљ чине углавном старије особе, које су сачувале свој говор, обичаје, чак и ношњу. Млади су се, нарочито након Другог светског рата, иселили у околне градове — Решицу, Бокшу, Темишвар, у којима су се брзо утопили у румунско окружење.
Карашевци су у мањим и већим компактним групама живели и у српском делу Баната, у местима Банатски Карловац, Уљма, Избиште, Гудурица (Кутрица), Панчево, Алибунар, Парта, Нови Козјак (Фердин), Велико Средиште, Потпорањ, касније Влајковац, Вршац и Београд. Према истраживањима етнолога Јована Ердељановића, они су се у овом делу Баната доселили у више таласа. Претпоставља се да је први талас досељавања био у другој половини 18. века. На основу истраживања Миље Радана из 1998, највећи број Карашевака се населио у Уљму, где су дуго времена били затворена, али сложна и моћна заједница. Они су одржавали чврсте међусобне везе, често се посећивали, а о празницима су имали своје тамбураше (свираче) и своја кола. Припадали су католичкој парохији из Банатског Карловца, где су недељом ишли у цркву и крштавали децу. У Уљми су имали сопствено гробље где су сахрањивали мртве, а католички обред је обављао свештеник из Банатског Карловца. Ово јединство Карашевака из Уљме је остваривано пре свега зато што су били католичке вере, по чему су се разликовали од своји суграђана и сународника Срба. Временом, склапањем мешовитих бракова и преласком у православље (крајем 19. и почетком 20. века), ова заједница почиње да се распада. Данас се сви Карашевци изјашњавају као Срби, а старије генерације су свесне свог карашевског порекла.

### Историја
Када је угарски краљ Стефан I поразио Ахтума почетком 11. века, Банат постаје саставни део Угарске. У другој половини 12. века, у документима се спомињу неколико комитата у Банату, међу којима и Карашки комитат. Да би се супроставили нападима разних миграционих народа, почетком 12. века је основан Северински Банат, на чијем челу је био бан који је имао неколико тврђава потребних за одбрану границе дуж Дунава. Са истим циљем су биле изграђене и друге тврђаве на левој обали Дунава, које су забележене у документима из 13—14. века (Оградена, Дренкова, Либораждеа и друге). У унутрашњости Баната постојале су од раније или биле изграђене и друге тврђаве размештене у облику појаса: Алмаж, Турну Рујењ, Себеш, Лугож, Бокша, Чаково. У том ланцу тврђава били је и тврђава Карашево, која је можда постојала и пре доласка Мађара у Панонску низију. Ове су тврђаве имале двоструку улогу, биле су центри краљевске власти и штит против страних нападача. После Косовске битке 1389. граница Османског царства се помера ка Дунаву, и Османлије ће неколико наредних векова бити главна претња за Банат. Према неким ауторима, прва потврда о постојању тврђаве Карашево или како је Карашевци називају Турски грат, датира из 1230. године, да би се она од 1247. године појавила под називом Castrum Crassou, а касније и под другим називима. Све до освајања Баната од Османлија, у тврђави су столовала два капетана. Тврђава се у континуитету појављује у документима тих времена све до 1595. године. Османлије су је освојиле 1551. у време њиховог напредовања ка Темишвару. Крајем 16. века, 1595. године, за време антиосманке офанзиве Хришћанске лиге, тврђаву је ослободила ердељска војска. Након овог времена, изгубивши стратешки и војни значај, она се више не помиње у документима. Према усменј традицији, она је порушена за време османске владавине у Банату.
Насеље Карашево се у документима први пут помиње 1333. године под називом Karasov. Захваљуући свом стратешком положају и близини саме тврђаве, Карашево је у прошлости било значајан административни, политички и верски центар. У Карашеву се 1333. налазило седиште католичког протопрезвитеријата (према неким документима постојао је још од 1285.), али је он престао да постоји у вртлогу мутних догађаја који су уследили 1537. године. Захваљујући убрзаном развоју, насеље се око 1500. спомиње као oppidum (град). Такође, ту је постојао и католички манастир којим су управљали фрањевачки калуђери, а верске обреде су обављали на илирском језику за сва карашевска насеља све до 1785, када је парохију преузео лаички клер. Фрањевачки калуђери су долазили из Бугарске, Босне и Далмације, они су у Карашеву били дуго присутни, од 14. века до 1785, изузев периода од 1721. до 1740. године, када су ту дошли исусовци и протерали фрањевце. У Карашеву је 1626. основан пасторални центар, који одмах почиње са покатоличавањем банатског становништва. Реорганизацијом парохије, 1789. су у карашевским насељима основане још три парохије (Равник, Клокотич и Лупак). Године 1860. Карашево постаје поново протопрезвитеријат и то остаје до 1913. године, када се католички административни центар премешта у Решицу. Према разним документима тих времена (пописи становништва из 1690. и 1700. године, регрутација из 1717. године), у Карашеву је регистровано 400 кућа, што ово место убраја међу највећа насеља на простору између Тисе, Мориша и Дунава, одмах иза Темишвара и Карансебеша, и самим тим међу најзначајније административне и верске центре. У 18. веку, у складу са административном поделом пре оснивања Војне банатске границе 1768, Карашево је припадало Вршачком дистрикту и било је седиште Карашевског округа, којем су припадала 32 насеља (укључујући Решицу, Догнечу и Бокшу), где се налазила и административна потканцеларија и католички манастир. Одлуком Бечког двора 12. децембра 1718. године, Банат је административно реорганизован и подељен у 13 дистрикта, али је у раздобљу 1719—1720. број дистриката смањен на 11. Вршачки дистрикт, са укупно 64 насеља, подељен је на пет округа, међу којима и Карашевски округ са 8 насеља. Пре 1768. Вршачки дистрикт је имао у свом саставу 77 насеља која су улазила у састав три округа: Карашевски (32 насеља), Велики Јам (19 насеља) и Вршачки (26 насеља). Темељну административну реорганизацију доживеће Банат након његовог припајања Угарској. Почев од маја 1779. године, уместо на дотадашње дистрикте и округе из времена хабзбуршке администрације, Банат ће бити подељен на три комитата: Тамишки, Торонталски и Карашки (Крашовски). Карашки комитат је имао 228 насеља расподељена у пет округа, а Карашево од тада није било више административни центар. Према усменој традицији, Карашево је првобитно било смештено на једној платформи, названој Буј, на месту названом Селиште, где је постојала и једна црква, трагови живота (остаци грађевина) могу се видети и данас. Једна друга легенда каже да се првобитно село налазило у месту званом Мостиште, смештено у малој ували кроз коју теку потоци Нермић и Клокотичка Ре. Остала карашевска насеља се у документима спомињу доста касније, а поједина тек почетком 18. века. После Карашева, Јабалче је прво карашевско насеље записано у документима, 1564. године под називом Jabalchna, азтим Лупак 1598. под називом Moyselupak, Клокотич између 1690. и 1700. под називом Klokotics, Равник 1723. под називом Raffnek, Нермић 1723. под називом Nermy и Водник 1723. под називом Wadneck.
Приликом оснивања карашевских насеља, Карашевци сматрају да је најпре било основано село Карашево, а затим, као последица могућег пораста броја становништва, али и због бројних пристиглих избеглица из области јужно од Дунава, један део њих, у мањим групама, настанио се по околним брежуљцима, живећи у почетку на салашима, од којих су касније настала остала каршевска насеља. Зато су они који су одлазили из Карашева прозвани салашани или салашање, занчи они који су живели на салашима. У Конскрипцији из 1743. године, која је значајна зато што је у њој хабзбуршка администрација први пут бележи и етничку припадност становништва из 538 села и шест банатских манастира наведених у овом документу, за становнике Карашева је уписано да су Cath. Raitz (католички Срби).

#### Порекло
Варијанте предања о времену и месту одакле су се Карашевци иселили обавијене су мистеријом, оне не дају конкретне податке у том погледу, али, у суштини, имају исту садржину: преци Карашевака су дошли са подручја јужно од Дунава, однекуд из Старе Србије, у 14. или 15. веку. У књизи о карашевском фолклору, Иван Бирта даје неколико текстова о томе. Тако, у једном писму из 19. века упућеном свим Карашевцима (cilomu karaševskomu narodu) Тодор Бирта, stari rođeni Serbin из Клокотича, стар 86 година, каже:
| „ | ...nashi prahdedovi skoro 500 godine kano Serblje, iz Stare Serbi(ј)е, Turske Bosne ... ovamo doshli, koji serbski jezik govorimo, serbski obicsaji vodimo ... ali samo iz serbske vire jesu nas katolicski popove u katolicsku viru priuzeli. | ” |

У својој преписци са Јованом Живојиновићем Тодор Бирта пише:
| „ | По причању од старина, каже се, да су Фрањевци (фратри) те људе, који су као расејане и изгубљене овце живели по бреговима, потражили по њиховим становима, новорођенчад им крстили и обратили их у римокатоличку веру: тако су досељеници Срби Бошњаци полагано постали сви католици, али се староверски обичаји (православни српски) код њих до данас пресађиваху у народу и живеће вечито међу католицима Карашованима. | ” |

Један други Карашевак, Иван Глувак из Равника, 1933. године је написао:
| „ | Naši stari Krašovani kad su ovamo prvi put došli, u Mađarsku Zemlju... jesu iz Stare Serbije, Turske Bosne kako Bošnjaci-Karaševci ovamo došli, odonuda, iz varoša Kruševac – Krašovci, Kruševo, Kruševljani iliti Krašovani ime donesli. Tako, ne zovu se oni po vodi Karaševu, nego iz Turske Bosne po onom varošu ili selu Kruševo...jerbo Kruševo sas Albanijom u komšiluku leži, gde se ovakim jezikom govor... | ” |

Фрањевачки мисионар Петар Влашић, који Карашевке сматра Хрватима само зато што су католичке вероисповести, новембра-децембра 1927. посетио је карашевска насеља. Он тврди да је открио запис једног Карашевка у једном старом молитвенику из 1764. године, у којем је назначен датум сеобе Карашевака са старих огњишта. Влашић је у својој књизи написао:
| „ | U god. 1434. do 1443. jesu iz stare Turske Bosne Kraševci kako Bošnjaci ovamo došli i od onuda iz varoša Kruševac, Krušovci, Kruševe (Kreševo ?) Kruševljani ili Krašovani ime donesli. Tako ne zovu se po vodi Karoševu, nego iz Turske Bosne po onoj varoši ili selu Kruševo (Kreševo?) zato Kruševani ili Kraševani. | ” |

Цитирани записи, чији су се аутори трудили да пишу књижевним језиком (Тодор Бирта, Иван Глувак), конфузни су у одељцима који се односе на обалст одакле су се иселили Карашевци (Стара Србија, Турска Босна), као и око назива завичајног места (Крушевац, Крушево). Да забуна буде већа, наводи се да се завичајно насеље налази у близини албанске територије. Претпоставку, да су Карашевци стварно пореклом из Босне, одакле су се у једном тренутку доселили у Србију, заустављајући се у пределу Крушевца, одакле су се касније иселили у јужну Угарску, подржавају поједини истраживачи. Међутим, да је ипак реч о збрци око назива, те да је стара постојбина Карашевака Стара Србија, недвосмислено указају етнографски и лингвистички аргументи.
Хрватски учитељ у Равнику, Јозо Срзић, у чланку Карашевци или Крашовани 1946. године, тврди да је опазио „велику националну свијест и оно њихово одрешно ми смо Карашевци — Хорвати”, па и закључке које износи у вези са њиховим пореклом: „Они су наши, они су Словени, они су Хорвати”, иако на почетку свог чланка признаје да „Сам Крашован себе назива Карашевац” и „Тко су заправо они, то ни данас нитко не зна са сигурнишћу”. Да Карашевке уврсти у Хрвате није га спречило ни то што, како у чланку каже: „Крашовани говоре екавштином и `штокавским наречјем”, нити признање како је хрватске учитеље, придошле у карашевска насеља, изненадио „њихов језик мало необичан”, или пак што „ни писменији Крашован у почетку нашег доласка није био способан да са потпуним разумевањем чита наше књиге и новине”. Такође, он самог себе противуречи у вези са тврдњом да се Карашевци сматрају Хрватима, јер се на једном месту у чланку жали да су житељи Карашева, незадовољни што су им послати учитељи из Хрватске, који им кваре језик, водили „пропаганду против наших хрватских школа и наших учитеља”.

Да су ставови Срзића пристрасни и нетачни, може се закључити из чланака Грге Ћорића, хрватског учитеља у Клокотичу, који је, тридесетих година 20. века, поштено и сасвим објективно писао о пореклу Карашевака: 
| „ | Они веле ад су дошли из Крушевца града у Србији...Ја стојим на тврдњи да су они наши људи, који су по свему ближи Србима него Хрватима, што ћете из доњега писања сами видети...њихова имена су махом српска: Тодор, Ђурађ, Крсто, Лука Петар итд...Крашовани говоре нашим језиком и то екавски. У цркви икавски певају, а то зато, што су научили песме из књига које су штампане у Суботици за Буњевце и Шокце...Они воле слушати песме о Марку и Милошу...Као најближи обичај који их веже с нашим народом, напосе са Србима, је „слава”. Слава је иста као код Срба у Србији. | ” |

Карашевци су данас компактна етничка група са низом особености које их издвајају од њихових сународника Срба не само из Баната већ и шире, као и од осталих, пре свега словенских, етничких група из Баната. Те особине су архаичан говор, специфична народна ношња, архаични обичаји и традиције пореклом од аутохтоног банатског словенског (српског) становништва или/и пренети старе отаџбине јужно од Дунава у време сеоба, још увек добро сачувани, као и други специфични елементи који се односе на менталитет и фолклор. Могу се наћи и многи заједнички елементи у језику, ношњи, традицији, фолклору са околним балканским народима, што је навело неке истраживаче да их, током времена, сматрају Бугарима, Румунима, Чесима, Хрватима, директним потомцима Словена који су настанили Дакију или словенско-румунску мешавину са албанском утицајем. Томе се додаје и припадност римокатоличкој вери, иначе веома значајан психолошки елеменат који је много допринео очувању ове етничке заједнице. Имајући у виду да је около било православно становништво, верска припадност је вероватно покренула унутрашњи механизам самоодржања, одакле проистиче снажан конзервативзам Карашевака.

### Религија
Историјска прошлост Карашевака је тесно повезана са оближњом карашевском тврђавом из 13. века, која је била крунски посед угарског краља. У то доба ретка су се насеља са католичким живљем у православном мору становништва налазила управо у непосредној близини тврђава као што је карашевска. Чланови посада тврђава су били католичке вероисповести, и они су током времена константно утицали и вршили притисак на становнике оближњих насеља да пређу у католичанство, а понекад су ту прозелитску политику и силом спроводили, као што је забележено више пута у разним документима тога времена. За спровођење политике покатолиавања, католичке мисије су биле распоређене у близини тврђава, где би у случају сукоба са већинским православним живљем њихови чланови могли бити заштићени. Тако је већ 1333. у Карашеву било седиште католичког протопопијата, а са друге старне се наводи да су Карашевци шизматици (православци). Највероватније је и овде становништво, или бар један његов део, било приморано да бар формално прихвати католичку вероисповест, али је оно у суштини остало одано старој вери. Тако се може протумачити чињеница да се све до 18. века Карашевци у документима у више наврата спомињу као шизматици. У време османске владавине Банатом, која је испољавала извесну верску толеранцију, Ватикан користи тај повољан тренутак шаљући у Банат четири извиђачке мисије (1607, 1612, 1618. и 1623. године) са задатком да константују реално стање Католичке цркве на овом подручју. Епископска јурисдикција над Банатом је у то време била директно потчињена Ватикану. Затечено стање је било поражавајуће, па је новооснована Конгрегација за пропаганду вере (1622) одлучила да пошаље верске мисије за учвршћивање позиција Католичке цркве и придобијање нових следбеника. У те мисије су у Банат послати способни, школовани босански фрањевци, из два разлога, јер су знали језик банатских Срба и због тога што су својом скромношћу и у начину живљења и одевања лакше налазили следбенике у сиромашном народу него друга католичка братства. У 17. веку, у Банату су постојала четири мисионарска центра: Карашево, Карансебеш, Липова и Темишвар. Највећи успех и развој мисија је доживела под управом мисијског префекта Јована (Ивана) Дежманића између 1641. и 1650. године.
На предлог Конгрегације и руководиоца Босанске провинције Андрије од Каменграда, 1626. године, мисију поново оснива у Карашеву босански фрањевац Марко Бандулаевић из Скопља. Заједно са њим, успешно су спроводили свој мисионарски рад у Карашеву, Липови и Јенопољу још три фрањевца — фра Илија из Пожеге, фра Иван из Имотског и фра Никола из Бањалуке. У извештају који је послао Конгрегацији августа 1628. године, Бандулаевић се хвалио да је с Божјом помоћи обратио многе карашевске Србе шизматике ad viam veritatis, те да је прикупљеним новцем од милостиње почео зидати цркву и парохијски дом. У извештају из 1630. године, између осталог, обавештава надређене у Ватикану да Карашевци држе стари календар, али да ће ускоро постати добри верници. Касније, у извештају написаном августа 1640. године, Бандулаевић обавештава Конгрегацију, да се у већим банатским насељима, као што су Карашево, Секаш и Варадија, православни мало-помало са шизме преводе у послушност римској цркви. За новог префекта мисије у Карашеву именован је априла 1641. године фра Јован Дежманић из Макарске, који константује да је половина карашевског живља православне вере. Иако су га Карашевци непријатељски дочекали, захваљујући огромном уложеном труду, успео је, између осталог, да оправи цркву и парохијски дом, тако да је донекле придобио њихову наклоност, те да покрсти 200 особа чији су кумови већином били православни. У намери да што већи број Карашевака преведе у католичку веру, Дежманић је позвао бискупа Бонкарпија из Београда да посети Карашево. Бонкарпи долази у Карашево са повећом групом католика, где је држао свету литургију и одржао проповед мештанима, а тај је тренутак, изгледа, био од великог значаја за прихватање католичанства у карашевским насељима. Тог дана је покрштено 60 особа. Након што је 1643. године постао преславки бискуп и марцијанопољски надбискуп са управним подручјем у Молдавији и Влашкој, Бандулаевић је покушао да у Карашеву направи базу одакле би полазиле мисије покатоличавања у друга банатска насеља, па и шире, као што су Карансебеш, Секаш, Варадија, Терегова, Слатина-Тимиш, Липова, Хацег. После његове смрти, 1652. године бугарски фрањевци, са фра Габријелом Томасићем на челу, преузимају мисију у Карашеву. Након оснивања бугарско-влашке фрањевачке провинције 1670. године, за прфекта мисије у Карашеву постављен је бугарски фрањевац Павао од Пет извора. За превласт у Банату вођена је жестока борба између бугарских и босанских фрањеваца. Победу су на крају извојевали фрањевци Босне Сребрене, који мисију у Карашеву поверавају босанским фрањевцима из манастира Олово, а за префекта мисије именован је фра Иван Бранковић из Дервенте. Они ће остати у Карашеву, изузев периода од 1721. до 1740.  године, када су ту деловали исусовци, све до 1785. године.
О конкретном и ефикасном деловању верских мисија Конгрегације за пропаганду вере из Рима у Банату, посебно о учинку босанских фрањеваца међу Карашевцма, даје податке Криста Зах у свом раду Мисија босанских фрањеваца у југоисточном делу Доње Угарске у XVII веку, Етничко-конфесионални аспекти у Доњој Угарској. Он наводи 25 писама босанских мисионара упућених Конгрегецији од 1641. до 1655. године, која садрже спискове имена и презимена становника неких банатских насеља преведених у римокатлочку веру (регистри крштених) уз педантно навођење датума (дана, месеца, године) и имена насеља у којем су неведени крштени. У тим списковима је забележено неколико стотина имена и презимена покатоличених Карашевака, као и имена и презимена њихових кумова (сведока) који су присуствовали том чину. У реферату који је 1744. године поднео бан(ат)ском дворском комитету о црквеним приликама у Карашкој жупанији, чанадски бискуп Енгел жали се на тешко стање у седам карашевских насеља истичући потребу формирања двеју парохија у крашованском крају, да се некатолички становници удаље и да се именује учитељ јер таквог нема ни у Крашову ни у Слатини. Ово је доказ да је те године, упркос континуираном и све снажнијем прозелитизму, још увек било православних Карашевака. Међутим, како показују документи из 18. века сачувани у Парохијском архиву у Карашеву, неуморна и непрекидна делатност фрањеваца (кратко време и исусоваца) имала је за последицу да су средином 18. века сви Карашевци били католичке вероисповести.
Карашевци су, што примећују поједини истраживачи, веома религиозни, али нису фанатици, ни нетолерантни према другим веросиповестима, поготово не према православној цркви. Стога, није реткост видети их да присуствују богослужењу у православним црквама, молећи се Богу за здравље својих укућана или за избављење из какве невоље која их је задесила. У својој историјско-етнографској монографији, Трајан Симу примећује како се у случају великог страха Карашевци крсте румунски, тј. према моделу коришћеном у православној вери. Сваке године, на дан храмовне славе, Карашевци посећују два католичка манастира, Марију Радну недалеко од Липове и Чиклову близу Оравице. Такође, на православни Ђурђевдан (6. мај) и данас у великом броју одлазе на ходочашће (донедавно пешке) српском православном манастиру Шенђурац (удаљеном око 60 километара од карашевских насеља), присуствујући литургији која се одржава поводом храмовне славе манастира.

### Идентитет
Већина становништва карашевских насеља све до 1990. године, сматрала се једноставно Карашевцима, а свој матерњи говор називали су карашевски језик. Ову су чињеницу истицали бројни истраживачи, који тврде да је било немогуће убедити неког Карашевка да је Србин, Хрват или Бугарин. Они су се сматрали посебним народом, са посебним језиком. Припадност католичкој вери, на психолошком плану, конституише се у најзначајнији фактор који снажно утиче на колебљивост Карашевака када је реч о прихватању српског националног идентитета. Покушаји убеђивања да су српског порекла били су неуспешни, јер је обичан Карашевак мишљења да не може бити Србин ако је католичке вере. У таквој ситуацији више су били наклоњени да се изјасне (определе) као Хрвати (појава карактеристична у неким областима бивше Југославије, нарочито у Босни и Херцеговини, где се национална припадност одређује на основу вере, упркос томе што су етничко порекло и говор који је у употреби у одређеном месту или области, исто као код Карашевака, противуречи такво национално опредељење). О каквој је збрци реч (која изазива колебљивост), најбоље говори запис хрватског учитеља Грге Ћорића, који најпре константује: „Најраширеније веровање међу Крашованима је то, да су дошли из Србије. Једни веле из Крушевца, а други из околине Косова Поља”, али у свом закључку каже да су „Крашовани Срби катол. вере, макар да они веле да су Хрвати, јер су католици”. Хрватски социолог и универзитетски професор Марио Бара, у свом раду о Карашевцима 2011. године, закључује да они нису хрватског порекла и да су се, пре свега, због католичке вере почели изјашњавати као Хрвати. У том погледу изузетак су у прошлости чинили једино карашевски интелектуалци или ученији људи, али не сви, као и у последњим деценијама 20. века генерације са средњим и вишим школским образовањем, који су могли превазићи ту психолошку баријеру и уочити многобројне етничке и лингвистичке карактеристике које карашевски живаљ спајају са српским народом.
| Етнички састав према попису из 1930. године‍ | Етнички састав према попису из 1930. године‍ | Етнички састав према попису из 1930. године‍ | Етнички састав према попису из 1930. године‍ | Етнички састав према попису из 1930. године‍ |
| ------------------------------------------- | ------------------------------------------- | ------------------------------------------- | ------------------------------------------- | ------------------------------------------- |
|                                             |                                             |                                             |                                             |                                             |
| Карашевци                                   | Карашевци                                   |                                             | 6.076                                       | 86,5%                                       |
| Румуни                                      | Румуни                                      |                                             | 520                                         | 7,4%                                        |
| Немци                                       | Немци                                       |                                             | 207                                         | 2,9%                                        |
| Роми                                        | Роми                                        |                                             | 161                                         | 2,3%                                        |

Под утицајем политичких, економских, друштвених и културних фактора из централне и источне Европе, у последње две—три деценије 20. века, а нарочито полсе 1989. године, ства Карашевака се по питању националном идентитета видно променио. Почетком деведесетих година, отприлике половина овог живља изјашњавала се као Хрвати, друга као Карашевци, а мањи део као Срби.
| Етнички састав према попису из 1992. године‍ | Етнички састав према попису из 1992. године‍ | Етнички састав према попису из 1992. године‍ | Етнички састав према попису из 1992. године‍ | Етнички састав према попису из 1992. године‍ |
| ------------------------------------------- | ------------------------------------------- | ------------------------------------------- | ------------------------------------------- | ------------------------------------------- |
|                                             |                                             |                                             |                                             |                                             |
| Хрвати                                      | Хрвати                                      |                                             | 3.270                                       | 48,3%                                       |
| Карашевци                                   | Карашевци                                   |                                             | 2.697                                       | 39,8%                                       |
| Румуни                                      | Румуни                                      |                                             | 375                                         | 5,5%                                        |
| Роми                                        | Роми                                        |                                             | 187                                         | 2,8%                                        |
| Срби                                        | Срби                                        |                                             | 171                                         | 2,3%                                        |

Број Карашевака који се сматрају Хрватима након 1992. је у порасту, а то је због тога, с једне стране, што им је хрватска држава поклањала велику пажњу и дала им безброј повластица како би их привукла на своју страну, а с друге стране узрок томе је незаинтересованост и непостојање стратегије српске државе по том питању. Лоше економско нстање у Румунији после 1989. године, нарочито у индустријској зони Решице где су велике фабрике знатно смањиле своју активност или су пак нестале те су многи радници остали без посла, директно је погађало Карашевке, који су се постепено, из нужде, све више изјашњавали као Хрвати, чак иако нису у потпуности били убеђени да припадају том народу. Крајем 20. века просрпска оријентација била је знатно снажнија у општини Карашево, а она је и данас јача него у општини Лупак. Један од узрока таквог стања је у вези са чињеницом да су два интелектуалца из Клокотича, прохрватски настројена, заузимали више партијске положаје на нивоу Караш-северинске жупаније седамдесетих година 20. века, успели да добију сагласност надређених партијских чиновника да се Клокотич повеже и побратими са местом Бушевец из Хрватске. То се братинљење сводило, углавном, на узајамне посете културно-уметничких друштава двеју насеља. Могућност да неко сеоско културно-уметничко друштво може наступити у иностранству представљала је право чудо у ондашњем комунистичком режиму Румуније, а боравак педесетак Клокотичана у Хрватској сваке друге године (што значи да их је за двадесетак година било неколико стотина), срдачан дочек домаћина, као и велика разлика у животном стандарду ондашње Југославије у поређењу са Румунијом, оставиле су дубоке трагове у свести Клокотичана. Тих седамдесетих година први пут је карашевски живаљ масовније почео размишљати да је Карашевак само регионална етничка одредница. Клице полаког мењања дотадашњег етничког опредељења појавиле су се у тренутку када је започело подизање образовног нивоа овог живља, односно када су Карашевци масовније допустили својој деци да наставе образовање у средњошколским, и премда, још увек ретко, у високошколским установама. Румунске комунистичке власти су по неком аутоматизму Карашевце сматрале Хрватима. То се може видети и на основу пописа из 1977. када је у карашевским насељима пописано 6.453 Хрвата и 84 Србина. У ствари, до 1990. године, није ни постојала могућност да се изјасне као Карашевци, велика већина није ни била питана о националном опрдељењу, већ су аутоматски били уписивани као Хрвати, осим ретких случајева образонванијих Карашевака, свесних свог етничког порекла, који су посебно захтевали да буду пописани као Срби.
| Етнички састав према попису из 2021. године‍ | Етнички састав према попису из 2021. године‍ | Етнички састав према попису из 2021. године‍ | Етнички састав према попису из 2021. године‍ | Етнички састав према попису из 2021. године‍ |
| ------------------------------------------- | ------------------------------------------- | ------------------------------------------- | ------------------------------------------- | ------------------------------------------- |
|                                             |                                             |                                             |                                             |                                             |
| Хрвати                                      | Хрвати                                      |                                             | 4.276                                       | 86,3%                                       |
| Румуни                                      | Румуни                                      |                                             | 351                                         | 7,1%                                        |
| Роми                                        | Роми                                        |                                             | 82                                          | 1,6%                                        |
| непознато                                   | непознато                                   |                                             | 212                                         | 4,3%                                        |

Од почетка 20. века број Карашевака је у опдању, нарочито је то изражено од почетка 21. века. Главни узрок је масован одлазак активног становништва на рад у иностранство, где ће многи највероватније остати и бити асимиловани. Тај тренд наставиће се и у будућности ако се нешто не буде променило у европској политици слободног кретања на територији Европске уније, или, у опште, на целом европском континенту.

### Говор
Проучавање карашевског говора започето је у последњој деценији 19. века радом руског слависте румунског порекла Полихронија Сиркуа, који је објављен 1899. године. Одмах после Сиркуа, августа 1898. године, бугарски слависта Љубомир Милетић је посетио карашевска насеља да би проучавао говор ове етничке енклаве. Резултати његовог истраживања су били објављени 1903. године, у раду Üeber die Sprache und die Herkunft der sog. Krašovaner in Süd-Ungarn, у којем се први пут са аргументацијом доказује да је говор Карашевака у ствари, српски говор (косовско-ресавски дијалект), што је потпуно побило дотадашње неосноване теорије по којима су Карашевци бугарског порекла, те да је њихов говор један од бугарских говора. Милетић је открио и доказао да је Historia domus parochiae Kraszowensis (рад који представља одломак из историје фрањеваца у бугарској и влашкој провинцији), фалсификат, добро осмишљен и написан одмах после 1718. године. Анализирајући рукопис, Милетић закључује да је непзнати аутор поменутог рукописа, убеђен да су Карашевци некада били Бугари, искористио историју фрањеваца Бугарске провинције и проширио историју католичких Бугара из Баната и на прошлост Карашевака. Намерним и добро смишљеним повезивањем историје карашевске парохије са делатношћу фрањеваца у Бугарској за време угарског краља Лудвига I (почев од 1366.), измишљено је бугарско порекло Карашевака са циљем да се фрањевачки ред што успешније супротстави претензијама исусовског реда на парохију из Карашева и њихове намере да је отргну испод јурисдикције фрањевачког реда из Босне. Имајући у виду да су до појаве Милетићевог рада, већина научника (историчари, етнографи, лингвисти) прихватали као веродостојну верзију из Historia domus parochiae Kraszowensis, заслуга бугарског слависте је велика и неоспорна. Узимајући у обзир главне карактеристике карашевског говора, те пажљиво анализирајући разне историјске изворе, он приближно указује на место одакле су се Карашевци иселили (Стара Србија, између горњег тока реке Мораве и реке Ресаве), као и приближно датум њиховог досељавања у Банат наводи другу половину 15. века, односно период после 1466. године.
После Милетићевог рада, позивања на карашевски говор су све учетсталија, а 1935. појављује се могографија Емила Петровича, Graiul caraşovenilor (Говор Карашевака), која је први и најзначајнији рад из словенске дијалектологије написан у Румунији. Он потврђује тезе Милетића о доласку Карашевака у Банат (највероватније у 15. веку), као и припадност косовско-ресавском дијалекту, прецизирајући да је некада тај говор заузимао крајњи југозапд овог дијалекта. Анализирајући подробно самогласнички и сугласнички систем, именску и глагослку промену (деривација, синтакса и лексика обрађене су сажето), Петрович је први истраживач који је истакнуо и општирно приказао у својој монографији архаички аспекат карашевског говора. Такође, међу многобројним заслугама које му припадају, он је први који је приметио специфичан рефлекс старог ҍ у говору из Карашева и да је скренуо пажњу на неке развијене иновације, изузетно интересантне за јужнословенску дијалектологију. Припадност карашевског говора јужним и југоситочним дијалектима српског језика, као и српско порекло Карашевака, подржали су и други значајни истраживачи. Тако, Александар Белић, ослањајући се на акцената карашевских говора, сужава лингвистичку територију њиховог порекла на ресавско подручје косовско-ресавског дијалекта, а Павле Ивић и Петар Скок, у рецензијама на Петровичеву монографију, сматрају да овај говор има више заједничких особина са призренско-тимчким дијалектом него са косовско-ресавским. Исто мисли и Миле Томић, само полазећи од тога да нису сви карашевски говори потпуно унитарни, сматра да нису се сви Карашевци иселили из истог места (или из исте лингвистичке зоне). И други истраживачи су дошли до закључка да су карашевски говори архаични српски говори, а међу њима треба споменути Јована Цвијића, Милоша Московљевића, Јована Живојиновића и друге. Хрватски лингвиста Иван Брабец, у свом раду Хрватски говори у Банату, карашевске говоре не убраја у хрватске, нити их спомиње. За ралику од њега, Јосип Лисац у приказу ареала на коме се простире торлачко штокавско наречје (призренско-тимочки дијалект), најпре прецизира да њему припадају и говори око Карашева у Румуњској те говор Свинице у Ђердапу, а потом каже: „Углавном торлачким говорима комуницирају Срби. Хрвати говоре торлачки у Карашеву и околици те у Јањеву...и још понегдје (Шашаре, Врнез) на Косову”. Потом описујући говоре карашевских Хрвата, константује да у њима има црта које су углавном непознате другдје у средњојужнославенском дијасистему осим у свиничком говору који је врло сродан карашевском, након чега, без икаквог аргумента, соим верског, закључује: „Свиничани су православни и Срби. Карашевци католици и Хрвати”.

### Занимање
Занимања Карашевака, некад и данас, зависила су од географског положаја и економског развоја овог дела Баната. Животни услови ове потпланинског краја били су знатно тежи од оних у равничарском делу Баната. Неплодни брегови нису били повољни за пољопривреду која би могла да обезбеди благостање и пристојан живот. И поред тога Карашевци су обрађивали, а и данас обрађују земљу да би себи обезбедили, бар делимично, пољопривредне производе неопходне за живот. У прошлости, главна занимања Карашевака су била гајење оваца и коза, воћарство, дељење шиндре и дрвених дуга за бурад и друго. Добар део ових производа продавали су у равничарским местима. Интезивно се практиковала размена робе, те су Карашевци на путовањима по банатској равници између Дунава и Тисе набављали пољопривредне производе (кукуруз и жито), уз замену за воће или дрво и производе од њега прерађене. У једној студији о Банатским Херама, Р. Николић је забележио да су Карашевци редовно долазили у српска насеља смештена у доњем току реке Нере доносећи своје производе, креч, дрвени угаљ за ковачнице, храстово, буково и јасеново дрво (као дрвену грађу или за ложење), затим разно воће (шљиве, јабуке, крушке) и друго, које су најчешће размењивали (ређе продавали) за жито, кукуруз или другу робу индустријске производње из тамошњих градова (Бела Црква, Вршац). Оснивање и развој индустријских и рударских центара у Решици, Анини, Догнечи, Доману, Бокши и Оравици, у околним местима удаљених од 15 до 30 километара од карашевских насеља, утицало је на појаву и других занимања и међу Карашевцима.
Иако је све до друге половине 20. века већина Карашевака остала верна традиционалним занимањима, сточарству и пољопривреди, сигурно је један мањи део њих радио у решичким мануфактурама, нарочито у рударству (Анина, Догнеча, Доман). И поред тога, Карашевци су све до половине 20. века сматрали недостојним, чак срамотним бављење другим занимањима осим пољопривредним и сточарским, при чему су сточарство и воћарство били најзаступљенији, мада су им та традиционална занимања једва осигуравала егзистенцију која је увек била на граници сиромаштва. Овакав став само потврђује наглашени конзервативизам ове етничке енклаве. Упркос оваквом менталитету, најсиромашнији Карашевци (само мушкарци) често су били приморани да обављају разне, чак нимало лаке послове у фабрикама и рудницима, излагајући се презиру своје заједнице. После 1950. такво схватање постепено нестаје, већина Карашевака способних за рад, најпре мушкарци, а касније и многе жене, запошљавају се у заводима Решице, најчешће као квалификовани радници, мајстори, техничари и чак инжењери, тако да традиционална , основна занимања сада постају споредна. Међутим, у новонасталим околностима стара занимања нису била у потпуности запостављена, мада њихова важност опада све више, она ће се и даље обављати на темељима традиције, по инерцији као света обавеза према тлу предака. Све до недавно, Карашевке су представљале главну радну снагу у обради земље и домаћинству. Жене су производиле и обезбеђивале одећу за породицу, разуме се ручне радове. Умешност израде одеће огледа се у изузетној лепоти народне ношње Карашевака. Мушкарци су били вешти у преради дрвета, али главно њихово занимање је било сточарство. 

#### Ковачки занат
У карашевским, ако и осталим банатским насељима у Румунији, свако село је имало бар једног ковача, чак и она најмања (осим ретких изузетака). Већа насеља су имала више ковача, пропорционално са бројем становника. Тако је у Карашеву, највећем карашевском насељу, шездесетих година 20. века било активних чак дванаест ковача, Микола Петрика (Пузунар), Микола Турка (Ковач), браћа Микола и Тодор Драгија, Марјан Курјак (Ђуркић), Ђуређ Милош (Капитан), Ђуређ Зенка, браћа Микола и Недељка Борка (Наплатак), као и Недељков син Миља Борка, Миља Пауца (Роша) и Петар Богдан (Живка). У осталим карашевским насељима, у истом временском периоду, било је укупно десетак ковача. У Лупаку је било три ковача, Петар Зуза, Иван Ђуркица и Каса, у Клокотичу четири, Тодор Глувак (Блашка), Петар Филка (Хапка и Паклишанул) и Цигани Стоја Сау Маријан Трајан и Петар Кента. Рввник (Тодор Драган) и Водник имали су по једног ковача, обојица Цигана, док је у Нермиђу био Миља Тодор (Жичка). Од њега је научио и преузео занат крајем 20. века његов сина, Микола Тодор, али га је мало практиковао јер је потреба за ковачима бивала све мања. Једино у Јабалчу, најмањем карашевском селу, није било ниједног правог ковача. Јабалчани су, осим мањих ковачких послова, све своје потребе задовољавали код ковача из Карашева, где су долазили редовно ради поткивања своје марве ил(и) изради појединих предмета. Сви ковачи, поред надимка породице из које потичу, носили су и надимак који је означавао занат којим су се бавили, Ковач. Ковачи чије породице нису имале надимак, имају само надимак Ковач, ако што је случај са Миколом Турком.
Данас је ситуација у карашевским насељима драстично измењена, ковачки занат је пред издисајем. Све је мање ковача, и то су углавном особе које су премашиле шесту деценију живота. У Карашеву постији само један активни ковач, Петар Богдан Живка, у Клокотичу само Стоја Сау Маријан Трајан, у Нермиђу, Равнику, Лупаку, тешко да се може наћи један активни или полуактивни ковач, док у Воднику и Јабалчу нема више ковача.
Код карашевских ковача наковањ јесте окултан предмет према којем се са поштовањем и скоро као према светињи опходе. На Крстовдан, када поп освештава куће, ковачи обавезно замоле свештеника да им освешта и наковањ, а у соби, у кући, запали се свећа. Ковачи су тамјаном кадили наковањ, на дан Светог Флоријана, који је сматран свецем заштитником ковача (као и чобана) од пожара, ватре, али и поводом неких других већих хришћанских празника као што су Благовести, Ускрс, Свети Јозит (слава свих карашевских мајстора, укључујући и ковача). У прошлости се веровало у магичну, натприродну моћ наковња, па су ковачи повремено, и то у јутарње сате, лупали чекићем у наковањ да би на тај начин отерали ђавола и онемогућили његово деловање око ковачнице. Конвачи су строго пазили да се наковањ не оскрнави било чим, нису дозвољавали да се седне на наковањ, а ако би се то некако десило, ковачи су се ужасно љутили. Карашевски ковачи нису дозвољавали ни да се чаша са ракијом постави на наковањ, у главном, било какав предмет. Постоје одређена веровања у вези са ковачким занатом. Тако Карашевци верују да нађена стара изгубљена потковица на путу доноси срећу, њих су узимали, доносили кући и вешали као амајлију на неком објекту у домаћинству. Такође, жене су такве нађене потковице стављале са јајима на којима лежи квочка, а сматра се да има заштитну моћ против грмњаве. Постоји и пракса да жене донесу сирово јаје и ставе га у воду у којој се кали гвожђе, а потом га носе кући јер се верује да може излечити децу оболелу од кожушња (дечја кожна болест, осице).

### Обичаји

#### Слава
Карашевци, иако католичке вероисповести, празнују славу, која се у карашевском говору назива славење (славиње) или светац и светиљ. Она је један од најзначајнијих сачуваних обреда код Карашевака, који, као типично српски православни обред, представља веома важну индицију, или доказ, о српском етничком пореклу тако и о верској (православној) припадности овог живља у даљој прошлости. Још од половине 19. века па до данас, готово сви истраживачи карашевских обичаја истичу да Карашевци, напоредо са католичким, празнују и чувају православне празнике, чак и православне постове (до друге половине 20. века), односно да поштују и православни (јулијански) календар. Паралелно празновање светаца по католичком и православном календару било је могуће, највероватније, зато што су фрањевци били толерантни са својим нововерницима. Ту су толерантност, вероватно, касније испољили и католички свештеници у карашевским насељима само да би Карашевке задржали под окриљем Римокатоличке цркве. Такво стање је највише задржано у Равнику, где још увек неке славе једни држе по новом (католичком) а други по старом (православном) календару (Рођење Пресвете Богородице/Света Марија Мала 8/21. септембар, Света Петка 27. октобар, Аранђеловдан 8/21. новембар, Свети Никола 6/19. децембар), а у Воднику једну славу држе само по старом календару (Аранђеловдан 21. новембра), док се друге две празнују по старом и новом календару (Свети Никола 6/19. децембар и Свети Теодор/Тудореши, Тодореши прве суботе из прве недеље Ускршњег поста православног, односно католичког). Оно што је карактеристично за славу код Карашевака су неки архаични славски обреди који су се задржали све донедавно, а неки се још и данас чувају. Присуство или одсуство поједних славских реквизита доказ су велике старине карашевког славења, односно да су Карашевци празновали име свеца заштитника куће и укућана, још у време пре него што је Српска православна црква интервенисала регулишући у хришћанском духу слвски обред, чије корене свакако треба тражити у претхришћанском времену. Тако је донедавно вршена обредна радња посипања жара житом, ракијом и тамјаном, коју је Православна црква заменила славвским колачем. На карашевској славској трпези до пре неколико деценија обавезно је било жита (или кукуруза) у неком посуђу и у њему славска свећа, које је касније код православних Срба замењено кољивом, којег нема у карашевском славском обреду. Исто тако нема уља, највероватније због тога што у католика није распрострањена пракса употребе кандила са уљем које гори испод иконе. Код Карашевака није обавезан славски реквизит икона (светица) свеца који се прославља, што значи да је неки имају, а други је немају, као што је случај и са неким православним Србима. Такође, печење славског колача, све донедавно, под вршником, обред подизања прсевете (врши се и у Старој Србији), спуштање чаше пуне ракијом. Све до осамдесетих година 20. века славски обред трајао је три дана и приређиване су четири славске трпезе, увече уочи славе (нанавечер), на дан свеца у подне (ручак или наплани) и увече (вечера), дан после славе (пороси, поросе или порошњак). Славска терминологија, у извесној мери специфична али чисто српска, веома је слична славској терминологији јужне и југоисточне Србије.
У карашевским насељима се празнују следеће славе: Свети Миља (Мијој, Мијољдьн или Мијољден, 29. септембар), Свети Микола (Микуљден, 6/19. децембар), Свети Мартин (Мартиндан, Мартиндьн или Мартинден, 11. новембар), Света Марија Мала (8. септембар), Свети Аранђел (Ранђел, Аранђеловдан, Аранђеловдьн, 8/21. новембар), Света Петка (Света Параскија, Петковача, 27/14. октобар), Свети Степан (26. децембар), Свети Петар (Петровдьн или Петровден, 29. јун), Света Марија Велика (15. август), Свети Илија (Илијиндьн или Илијинден, 20. јул), Божић (25. децембар), Сви Свети (1. новембар), Света Барбура (4. децембар), Тудоровци (Тудореши, прве суботе ускршњег поста), Света Три Краља (Крстовден, Крстовдан, Свети Крста или Свети Јован Крститељ, 6. јануара), Свети Матеја (Матејовден, 21. септембар), Свети Ђуређ (Ђурђевдан, Ђурђевдьн или Ђурђевден, 23. април), Безгрешно Зачеће (Зачеће Блажене Девице Марије, 8. децембар), Свети Свећници (Очишћење или Приказивање у Храм, Светла Марија или Светло Маријино, 2. фебруар), Света Ана (26. јул), Света нова година (1. јануар), Свети Лука (18. октобар), Свети Венделин (20. октобар), Свети Андреја (30. новембар), Митровдан (Митровдьн, Свети Думитар или Думитер, 26. октобар), Благовести (25. март), Спасовдан, Свети Иван (Иванден, 24. јун), Свети Антун (17. јануар), Свети Јозит (19. март), Свети Флоријан (4, мај), Свети Јакоп (Јакобовдан, 25. јул), Свети Јанаш (27. децембар).

##### Обред
Припреме за славу су почињале неколико дана раније, набављале су се неопходне намирнице и све што је неопходно за славску гозбу. Родбини и пријатељима из других села поручивано је и неколико седмица пре славе да дођу на славу. Дан-два уочи свеца жене из куће којима су често помагале ближе рођаке и комшинице припремале су разна јела: супу од резанаца звану ризанци (у прошлости се припремала и чорба), паприкаш (најчешће овчији, али и телећи у новије време), промпири пот цастам (промпири пот цьстам, кромпири под вршником, на огњишту), печењка (печење), округли славски колач от шиначок брашна (у прошлости још и малај, проја хлеб од кукурузног брашна и погача), колачи трупци от ореси (ораха), кисељице (пекмез од шљива), рахата, мака (у задње време најразноврсније колаче и тортоњи или торте). За славу се клала, и коље се и данас разна живина (кокошка, петал, кокна/кокан или ћурка/ћуран, гуска/гусак рецка/рецоњ или патка/патак) и мара (марва/стока) (овца/ован, јагње, свиња, прасе и ређе теле). У случају када се светац прославља у време поста, припремају се посна јела за славску трпезу. Дан уочи свеца, увече, пре смркавања, један од укућана. обично дечак или девојчица из свечарске куће, пође да зве (позове) родове, комшије и пајташи на славење. Гости се обично позивају онолико пута колико се славских трпеза приређују. У сумрак почињу пристизати у свечарску кућу гости и гошће, који наздрављају домаћину: Помоз(и) Бок  (домаћине)! Наздравље Вам (име свеца)! Дај Боже да (га) славите за длго и за млого у срећи, животу и здрављу! Домаћин, обично глава породице (најстарији мушкарац из куће), који гологлав дочекује госте, пружа пуну чашу ракије (ређе вина) придошлој званици отпоздрављајући речима: Бок помогал! И ви да сте живи и здрави! Ако у кући свечара има деце, гости обично доносе и за њих мале поклоне (јабуке, крушке, орахе, суве шљиве — у прошлости, а данас чоколаде, бомбоне и остале слаткише). Након поздрављања, домаћин нуди госта ракијом и смешта га за софру (сто), на којој је постављен славски колач, печење и остало кувано месо, разни колачи, грнац ракијом (или и вином). Док се чека долазак осталих гостију, са придошлим званицама домаћин разговара и стално их нуди пићем. Најзад, кад се све званице окупе, домаћин напуни више чаша ракијом те додаје првом госту до себе, а овај, након што попије један гутљај, додаје следећем, тако да испражњена чаша на крају опет стиже код домаћина, који је опет пуни и даје гостима уз краћу здравицу типа: Примнете ову чаш(к)у у славу и зафалност (име свеца)! Након више испијених чаша, у собу улази дечак/девојчица с упаљеном свећом говорећи: Фаљен Исус! Тада сви устају, сваки запаљује своју свећицу, и скупа одговарају: У веке фаљен!/Үвик фаљен! Домаћин сада пуни једну чашу и започиње увод у главну здравицу речима: До сат смо пили седећи, от сат ћемо пити/ламо да пијемо/банећи (стојећи)!, након чега следи здравица у правом смислу речи, која се код Карашевака назива намењање. На столу, још пре доласка гостију па све до после молитве, налазило се понешто од свих припремљених јела. Славски колач је постављен преко малаја, на њему су потом стављени тигањци (округли колачи са пекмезом или сиром и шупљом средином), а изнад њих тањир са кокошком и печењком (овчје или свињско месо). Све то домаћин са званицама подиже увис, у славу, када се изговоре речи здравице: Чуј Боже добар глас,/Дај Боже добар час,/Колачи да дигнемо,/Ракију да спустимо!/Кој месил и готвал,/Да готва за длго и за млого! Дизање славског колача у славу симболизује раст усева и добар плод, а спуштање чаше пуне ракијом да сливе (шљиве) тако роде да им се гране савију до земље. Славски колач се најпре прекрсти ножем (што се и данас ради), а потом се пререже унакрст. Све до првих деценија 20. века, након што је био расечен на четири дела (у облику крста), колач се увијао у белу мараму или пешкир и поливао ракијом. Поливање колача ракијом симболизује кишу неопходну за родност поља. Некада су славски колачи били округли, украшени разним шарама, фигурама и крстићима од теста. Тог украшавања данас скоро и да нема, већима Карашевака у задње време више не пече колач пот цистам или у кукни (специјална пећ за печење хлеба или меса), већ га купују из пекара. Након здравице сви гласно моле Оче наш, потом седају и домаћица ставља на сто супу (ризанци) и гости почињу јести. После супе доносе паприкаш, те печење са кромпиром и на крају колаче. Уз јело, с времена на време, домаћин наздравља гостима и сви пију из чаше која стално кружи око стола. Све до шездесетих година 20. века, после јела (најчешће после вечере) често су се свечари скупа веселили, певали и свирали до јутарњих сати. Тог весеља данас више нема, јер се начин живота Карашевака битно изменио. Пре су скоро сви били земљорадници и сточари, те су себи могли дозволити да се у време празника истински провеселе и напричају са родбином и пријатељима. Од кад су масовно почели радити у решичким фабрикама, и то у три смене, није било више времена за весеље, јер су многи журили кући како би ујутру рано могли стићи на посао. То је главни разлог што се задњих деценија слава и славске гозбе одржавају више ради поштовања традиције предака, фромално. Чим поставе колаче на сто, домаћица и њене помоћнице (куварице) ужурбано припремају за сваког госта (тачније. њихову породицу) тањир/тењир у коме стављају од сваког јела помало: кромпира, печење, перишоре/фуге/сарме, комад хлеба и колаче. Све се то стављало у цидило (изаткани комад сукна правоугластог облика са два вунена конопбца која спајају крајеве, у који се стављао тањир са јелом и везивао се конопцима). Ближој родбини домаћица је у мање посуђе стављала и супу и паприкаш, што су такође носили својим кућама за оне укућане који нису могли доћи на славу. И данас се сваком свечару даје тањир, али се припремљено јело ставља у купљене најлон кесе.

#### Великдан
У карашевским насељима, на Велику суботу, домаћица је месила колач премазан жуманцетом за сутрашњи ускршњи дан Великдан. На дан Ускрса домаћица је давала обично најмлађем члану породице наћукано јајце (офарбано и украшено јаје) да га носи у цркву на машу (на мису), да га посвети, и да га потом донесе кући. У међувремену припремала се ускршња софра (сто, трпеза), на коју се постављао колач и ускршња свећа. Један старински обичај је везан за припремање комкарице (ускршњег хлеба), у чијој се средини направи јама, а потом се у насталу шупљину стављају ситно исецкани комадићи јагњећег, свињског и кокошијег меса, ускршњег јаја, димљене кобасице, сланине, као и ситно исецкани цветићи и пупољци разног дрвећа (дрена, маца од врбе и других цветова који су се у то доба расцветали), младих коприва и младог зелениша. Све то узима и заједно помеша руком, па се потом ставља у шупљину. Овај обичај комкања код Карашевака је данас веома редак, а очувао се само у појединим породицама, и то само неки његови елементи. Од целокупног обичаја, тамо где је још опстао, данас је делимично сачуван део који се односи на припремање и једење комкарице, јер многи о њој више не знају ништа.

#### Трпидан
На Бадње вече једу се посна јела пасуњ (пасуљ), капуста (купус), риба и колач од кисељице помешан с ореси. Под софру ставља се решето и котарица са сламом, јабалке, ореси и банове (ситан новац), који се после вечере бацају на под, те се деца отимају, како би за себе уграбили што више комада. Бадњи дан се у Карашеву назива Трпидан, јер се тога дана обично трпи, односно целог дана се ништа не једе до вечере. Почев од јутра, домаћица припрема искључиво посна јела која ће се служити на бадњој вечери, а то су: пасуљ пребранац, риба пржена у уљу и скувана у пасуљу, бадњевечерски хлеб, варени кисели купус, шушке (суво воће) и друго, најчешће суво воће (јабалке, крушке, суве сливе). Све до седамдесетих година 20. века, припремале су домаћице за трпезу на Бадње вече специјалну, ритуалну питу (хлеб), украшену фигурицама од теста које су оличавале разне домаће животиње овфце, јаганци, куче (овфчарско), кокошке с пилићи, свиње с прачићи, стружњак (дрвена посуда у коју се музу овце). На Бадње вече се на сто стављају наведена посна јела, воће (јабуке, крушке, ораси, суве шљиве) и ракија, ређе вино, свећа, а испод стола, у решето, ставља се мало сламе, а преко ње један или два красоња кукуруза (клипа кукуруза), ораси и новац (папирни). Свећа се ставља у неку посуду (чашу, шољицу) испуњену зрнцима жита или кукуруза,  или у свећњак. Она се пали те вечери, али и сутрадан, на божићном ручку. При крају вечере домаћин узима решето испод стола и из њега деци баца орахе и друго воће на под, а деца се отимају, понекад скоро и потуку, ко ће више ораха приграбити. Сва јела са стола нису склањана после вечере, него су остављана на столу до ујутру, а било је забрањено собу мести  после вечере, него се мела ујутро.

#### Свадба
Скоро до осамдесетих година 20. века, млади су се упознавали на великим сеоским празницима као што су Ускрс, Божић, бал поводом покладних ритуала, затим на свадбама, седељкама, приликом разних сеоских радњи и нарочито на сеоским игранакама које су се одржавале сваке недеље (после подне) у свим селима почев од пролећа до јесени (преко зиме су се одржавале свадбе). У прошлости Карашевци су придавали, али и данас придају посебну пажњу браку и свим актима везаним за тај важан чин у животу сваког појединца. У карашевском менталитету била је срамота бити неудата или неожењен, неудате девојке су називане стара велика дефка, а неожењени мушкарци стари фофли. До осамдесетих година 20. века, момци и девојке ступали су у брак врло рано, девојке од тринаесте до седамнаесте, а момци од седамнаесте до двадесет и неке. Ако у наведеним годинама није дошло до брака, сматрани су промашеним случајевима за брак, односно старим. Све до шездесетих и седамдесетих година 20. века, о томе када ће и са ким ступити у брак момак или девојка, одлучивали су родитељи, породица. Карашевци нису благонаклоно гледали и тешко су одобравали склапање брака једног свог члана са партнером изван карашевске заједнице, али су у крајњој ситуацији пристајали и на такве бракове, који су најчешће склапани са Румунима. У таквој ситуацији, брачни партнер који је ушао у карашевску заједницу, брзо би научио карашевски говор, прелазио у католичку вероисповест и сматрао се Карашевком. Карашевски свадбени обреди су богати и разноврсни, са мноштвом архаичних елемената из словенске, али и балканске прошлости. Структура карашевске свадбе је у највећој мери српска, али има и доста елемената који су преузети из румунских свадбених обреда. Посебно се дају приметити заједнички елементи са српским свадбеним обичајима из јужне и југоисточне Србије и обичајима Румуна из српског Баната. Доскора су у карашевским свадбеним обичајима сачувани архаични елементи много боље него у другим српским заједницама у Банату. Карашевска свадбу сачињавају три свадбена обреда: предсвадбени обичаји (говор/турвин, прошење/прошња и капара), свадба и послесвадбени обичаји (куцлићи и упрвиче/опрвачење).
Након говора/турвина, односно након првобитног договора породица око ступања у брак, следило је прошење или прошња. Некада се у прошњу ишло у рану зору, врло ретко увече, али већ почетком четрдесетих година 20. века почело се ићи само кад падне мрак. Прошење се обично обављало четвртком, суботом или недељом, најчешће децембра месеца, али последњих деценија, прошење се обављало у било које доба године. Такође, приликом прошње данас се носе разни скупоцени поклони, што раније није било уобичајено. Након тога следи капара (веридба) која има улогу потврде да је обављена прошња. Веридба се одржавала у младиној кући, где долази будући младожења са породицом. До шездесетих година 20. века, младу су даривали дукатима и/или новцем (зависно од материјалног стања младожењине породице) и једном лепом марамом. Раније је капара била без музике, скромнија и сиромашнија, али се то променило и тај тренутак постаје право весеље са музиком, обилном храном и пићем, а број учесника је знатно повећан. Крајем 20. века обичај капаре полако почиње да нестаје, а данас она више и не постоји. Данас, пошто момак унапред зна одговор иде заједно са родитељима на говор код девојке и тамо договоре кад да буде прошња, која је изједначена са веридбом. Може се рећи да капара у карашевским селима више не постоји и да је она само сачувана у колективној успомени.
У карашевским селима било је уобичајено да свадба буде најчешће након три недеље после веридбе. У првој половини 20. века свадба је почињала у суботу увече, а почев од друге половине истога века почињала је у недељу ујутру, када се шил стег (зашивала застава). Такође, раније се у суботу увече спремао, украшавао младин чеп (јелка). Обичај да свекрва носи млади венац у четвртак се изменио почетком 20. века, и од тада свекрва носи млади венац на дан венчања, у недељу ујутру. Исто, почев од тада, на дан венчања, свекрва је млади још доносила и једно чокањче од 150—200 милилитара заслађене ракије (најчешће медом), који Карашевци зову сајклик, с којим би, по повратку са венчања, млада дочекивала госте испред капије са деверима и чаушом и нудила их да попију који гутљај. При повратку из цркве са венчања, испред младине капије правио се мост од новца који је млада добивала од сватова. По обичају она улази унутра тек након што јој се направи мост, односно након што је откупе. До осамдесетих година 20. века, младина родбина и њене званице доносили су части (дарове) на свадбу, углавном су то били саставни делови карашевске народне ношње ручно рађене, ћилими, постељина, као и намештај ручно рађени (ормани, кревети, столице). До друге половине 20. века чауш (стегоноша) обично је била старија особа која је познавала све сватове и имала посебно задужење да на свадби гласно приказује све примљене дарове, а касније је за чауша биран дечак чија је главна улога била да предводи свадбу носећи стег и повицима оглашава свадбену поворку.
Први дан свадбе је увек био у младиној кући, ручак се постављао око 14—14.30 часова. Након послеподневног служења у цркви, сељани би долазили да виде свадбу, када сватови излазе испред куће где се играло. Поред сватова, играли су момци и девојке који нису били међу званицама. У поноћ, по обичају свадбаши (сватови) поново су јели и веелили се до зоре. Другог дана свадбе, у понедељак, око два сата послеподне, након што се сви наспавају, свадба се премешта код младожење. Пре поласка, у младиној кући се играла стара карашевска игра слнча (у Карашеву) или сьлнча (у осталим карашевским селима). Ту буде и плакања и смејања, а у ствари је то ритуализовани тренутак одласка младе из девојачке куће.  Након тога, свадбена поворка на челу са младом и младожењом, деверима и осталом младином родбином, носећи примљене поклоне (дарове) одлазе младожењиној кући. Испред младожењине куће млади брачни пар дочекују мошуље, маскиране особе (најчешће прерушени у младу и младожњу) обучене у старим, похабаним хаљинама, који су збијали разне шале ради разоноде и стварања  што веселије атмосфере међу сватовима. Такође, након што се и овде на улазу направи мост од новца, свекрва излази са тканицама којима веже млади пар увијен ћилимом, заврти их тако трипут испред капије, а после их тако опасане уводи унутра, у кућу. Према карашевском веровању тај ритуал је извођен са циљем да млада остане стално у новом, младожењином дому (то јест, да не дође до раскида брака). Исто у понедељак, увече, само мушки сватови из младине породице долазе и доносе јој преостале хаљине и поклоне (постељину, обућу) ови су сватови називани дрзарима (дрза, стара похабана хаљина, крпа). Овога пута, ред је да на свадби, момкова родбина и њихове званице донесу части. До седамдесетих година 20. века, свадбе су се одржавале у кући, обично зими. Трећег дана свадбе, у уторак пре подне, око једанаест сати, ближа женска рдбина долази да чешља младу и да јој на главу стави крпу (накит који се ставља млади на главу као знак да је она сада већ удата) која замењује свадбени венац који је млада носила на глави до уторка. Након обављања овог специфичног ритуала, сви присутни су ручали, а потом одлазили на реку, на прољевање води (просипање воде) праћени музиком, и ту су се опет одвијали специфични ритуали и радње. У уторак увече, стег се рашије, а након весеља које је трајало до јутарњих сата, свадба се завршавала. Наредног дана, преосталом храном и пићем, частила се и веселила ужа породица и сви они који су помагали у припремама за свадбу (кувари).
Прве недеље после свадбе, младенци су одлазили најпре у цркву, а затим у посету девојачким родитељима, на ручак. Тај тренутак Карашевци називају куцлићи (Карашево, Јабалче), упрвиче (остала карашевска села) или опрвачење (19. век).

##### Свадба данас
Карашевска свадба је у прошлости трајала три до четири дана, уз свадбене припреме и ритуале и до седам дана. Међутим, осамдасетих година 20. века она трпи знатне промене, свадба почиње да се држи у шатору испред куће, прве недеље код младе, када је она обучена у народној ношњи, а друге недеље код младожење, али сада је млада обучена у модерној, савременој венчаници. До 2000. године, и ретко након тога, свадба је тако изгледала, а данас све пратеће радње које су се сачувале морају да се одрже у току само једног дана, пошто свадбе које трају два дана, односно две узастопне недеље скоро да више и не постоје. Постоје још ретки случајеви када млади пар, или једино млада, одлучи да обуче народну ношњу, а то се дешава када се венчање и игра (коло испред општине) обављају у селу, а одмах после тога, чим стигну у просторију у којој ће се одржати свадба (ресторан, дом културе) дакле пре ручка и весеља пресвлаче се и облаче савремено одело уобичајено за младенце (костим и венчаница). Карашевски свадбени обичаји су током времена сведени на минимум. Узроци таквог стања леже у веома убрзаном тенолошком развоју који са собом доноси убрзане промене и у начину живота традиционалних заједница. То је за последицу имало губљење свадбених обреда и ритуала као што су прављење моста, увођење младог пара тканицама у кућу, чешљање младе, чекање гостију испред куће и многих других. И данас пре ручка кум казује здравицу благосиљајући младенце (намења) а потом се моли Оче наш. После ручка свадба излази на улицу (то није случај када се свадба одржава у градском ресторану) те кум, а потом стари сват и младожења, по то редоследу предводе по један данац (карашевска игра). На свадби више не свирају Цигани, као што је било у прошкости, него се доводе свирачи, бољи или лошији, у зависности колико је млади брачни пар (раније је то била обавеза младожење) расположен да плати или са колико новца располаже, и они свирају на свадби. Нису ретке свадбе у карашевским селима на којима свирају реномирани оркестри и познати естрдни певачи из Србије, попут Митра Мирића, Зорице Марковић, Александра Илића и многих других. Поред традиционалних карашевских игара данац, портање, здупатура, шетаљка и слнча, највише се у последње време играју српска кола попут моравца, шоте, жикиног кола, влашког кола и других. Обичај да се на свадби једе два пута више се не чува, сервирају се другачија јела. Више се не викају части (приказују поклони или дарови) који се доносе на свадбу. Скоро сви сватови данас на поклон доносе новац ил(и) понеки важнији, скупљи предмет који треба да младенцима остане као успомена на оног који им је то поклонио. Износ у новцу ил(и) предмету се раније бележио у једну свеску, док се задњих година новац најчешће ставља у коверат, на којем дародавац напише своје име и презиме (евентуално и свој надимак или/и број куће). Тако се поступа јер треба да се зна шта је и колико је ко од родбине или пријатеља и комшија поклонио, јер то треба да се врати. Некада су свадбени поклони (части) у одећи, храни и пићу, представљали велику помоћ домаћину који је требао направити свадбу, јер се некада доста тешко живело. Данас се та некадашња помоћ, углавном, састоји у новцу, али она није више тако битна и неопходна као у прошлости.

#### Смерљање и откукање
Пошто су се Каташевци од најстаријих времена бавили овчарством, сасвим је логично да су разна јела везана за пастирске обичаје. Један од важнијих пастирских обичаја је смерљање, мерење првог заједнички помуженог млека, које врше домаћини који су се са стадима удружили. Овом приликом свака породица која је имала мање или веће стадо оваца ишла је пешке, на магарцу или кочијама горе код овчара да измере помужено млеко, и у завосности од количине помуженог млека, касније је свака породица добијала одговарајућу количину сира. Све до осамдесетих година 20. века, жене су обучене у народној ношњи носиле колаче у котарици на глави То је била прилика за дружење, весеље и, наравно, гозбу у природи. Све до седамдесетих година 20. века, смерљање се одржавало 6. маја, на дан Светог Ђурђа (Ђурђевдан, по јулијанском календару), којег данас Карашевци славе 23. априла (по грегоријанском календару). За овај обред готвале су се (припремале су се) перишоре (сарме), пекло се јагње на ражњу и подруп (јагњећи дроб, чији су главни састојци: јетра, плућа, слезина, срце, бубрег, зелени лук, мирођије, першун, бели лук, јаја и хлеб умочен у воду или млеко), промпири у типсији (кромпири у тепсији), традиционални карашевски колачи (трупци и тигањци). Јело се на земљи, а после се флурило (свирало у фрулу), свирало у лафти (свирало у виолини), попивало (певало), играло и пило. Данас је овај обичај скоро сасвим нестао, углавном због тога што мали број породица има овце.
У пастирске обичаје спада и откукање, које се вршило уочи смерљања, такође на Ђурђевдан, али по грегоријанском календару (23. април). За овај обред припремао се традиционални колач са јамом у средини, који се окити врбовим гранчицама и цвећем, и ломи се пре него што се овце отерају код овчара са циљем да овце имају што више млека.

#### Мошуље
Мошуље (Чербул, Мошули) је покладни обичај који се код Карашевака разликује од села до села у различитим својим елементима, по броју маскираних лица која учествују у карневалској, обредној поворци, по употреби различитих типова маски, а поготово у сегментима обредног ритуала. Слични покладни обичаји најраспрострањенији су и најбоље очувани на Балкану код Румуна, Бугара, Срба, Словенаца, Грка. Премда мање заступљени, разни покладни обичаји се одржавају и код других словенских народа, као на пример код Словака, Пољака, Русина, Руса, док су у Западној Европи изгубили првобитно магијско значење и преобратили се у пуку шалу, лакрдију, другим речима, у занимљиву забаву. Обредна поворка у Карашеву, данас много упрошћенија и скромнија него што је била пре педесетак и више година, саставни је део пролећног карневала суштински везаног у античком добу за смену година која се код старих Словена дешавала у пролеће и односила се на агропасторалне активности, пре свега на гајење домаћих животиња. У Нермиђу поворку сачињавају 5—7 маскираних лица, у Равнику неколико десетина, док у Карашеву поворку данас чине два маскирана лица (Чербул и Мошул/ратник са сабљом) и још два немаскирана учесника флураш (фрулаш) и дете са котаричком (корпом) и балоном за ношење примљених дарова (хране, пића). Од свих карашевских села, обред је најбоље очуван у Карашеву. У осталим селима, изузев Јабалча где је обичај нестао, обред и нарочито обредна поворка претрпели су значајне промене, највероватније под утицајем сличних обреда код Румуна из ближе и даље околине. Главни ликови поворке у осталим селима су млада и младожења, баба и деда, који су такође архаични ликови као и друге маске назване општим именом Мошуље, али нема Чербула, ратника са сабљом (назван, такође Мошул), фрулаша и специфичне обредне мелодије као у Карашеву. Најкрупније промене је претрпео обред и обредна поворка у Равнику, у који су, поред аутохтоних актера, са стране продрли разни ликови (маске) па чак елементи из других обреда. Тако данас у обредној поворци у Равнику нлазимо бројна маскирана лица: младу и младожењу, старце, недефинисана друга маскирана лица са огромним трбусима, чобани огрнути опаклијама са длаком окренутом на спољну страну и окаченим звоном око појаса (иначе веома слични, у идејном и формалном смислу, медведима код Румуна у Чиклови или овновима у Слатини-Тимиш), и друге маске. У Равнику, за разлику од других карашевских села, обред је попримио масовни карактер, који се огледа у великом броју маскираних мештана. У покладној поворци појављују се маске које оличавају личности из друштвеног живота: докторе, чиновнике, робијаше,. Њихова сврха је да подвргавањем руглу санкционишу разне мане и пороке испољене у дотичној заједници током целе године. Међу таквим маскама, има и оних најновијих, преузетих из света филма, као што су Кинг-Конга, Мики Мауса и других, увек индустријске производње. Скоро никакве промене доживео је покладни обред у Карашеву. Некада је у покладној поворци било три маскирана лица — Чербул и два Мошула, а поворку је селом пратило мноштво деце са којима су мошули збијали разне шале, јурили их и претили тојагама и сабљама, тобоже да их уплаше, те је атмосфера била веома весела, жива и раздрагана. Данас је поворка тиха, сачињавају је само две маске  —Чербул и Мошул. Мошул је антропоморфна маска која представља ратника са сабљом у руци и мамузама на чизмама, које звекећу у време извођења ратног плеса, а Чербул је зооморна маска која оличава јелена са великим чељустима и роговима о које су окачени бројни звончићи који звоне и разне дрангулије које трепере за време плеса. Поред њих ту су фрулаш и дечак који носи примљене поклоне. Некада је било више свирача, осам фрулаша и гајдаша који су такође свирали покладну мелодију у меју (гајде) и више дечака који су носили поклоне. Сваке године на Покладе или Фашањке, недељом ујутру креће покладна поворка и опходи читаво село од куће до куће, све до уторка у поноћ. У ритму једноставне мелодије изведене на фрули, Чербул и Мошул изводе ритуални плес. Централно место у покладној поворци у Нермиђу и Рванику имају актери прерушени у Младу и Младожењу, који својом глумом, мимиком и гестовима, упућују на радње везане за плодност. Симулирање полног акта у колима (Равник) јесте чин имигативне магије којом се такође жели изазвати плодност нове вегетацијске године. У свим карашевски селима, поготово у Карашеву, овај обичај је на издисају.

## Рекашки Шокци
Шокци су етничка група српског порекла, чији говор припада смедеревско-вршачком дијалекту (са неким цртама шумадијско-војвођанског дијалекта) српског језика. У Рекаш су се настанили крајем 17. века или почетком 18. века. Према предању, доселили су се из места Бабина Греда у источкој Славонији. Месни хроничар Јозеф Штицл, сматра да је њихово досељавање било за време османске владавине Банатом, негде око 1650. године. Сећање на живот под Османлијама, сачувано је у народном предању о настанку мушке народне ношње, тачније дуге беле кошуље коју су још у 19. веку носили дечаци узраста од 10 до 12 година. Тај је обичај, према сећању, остао још из времена када су Шокци живели под владавином Османлија. Овим кошуљама су хтели прикрити пол детета и приказати га ношњом као женско, јер су Турци одводили здраве дечаке у јаничаре. Криста Зах у свом раду о мисијама босанских фрањеваца у Банату средином 17. века, износи податке о извештајима које су они слали из више банатских места, међу којима и Рекаш, Конгрегацији за пропаганду вере у Риму. Рекаш је у то време био мисионарско упориште католичких свештеника. Према Штицлу, након повалчења Османлија из Баната, почетком 18. века, постојла су два Рекаша, Илирски (шокачки) и Влашки (румунски). Житељи другог Рекаша су га убрзо напустили и преселили се у Извин. Шокачко насеље састојало се од колиба и лежало је на локалитету Селишће (Селиште). Јоца Пелић из Рекаша, наводи да се оно налазило у шумама четири колиметара југоисточно од данашњег Рекаша. Појава колере натерала је мештане Селишта да напусте тај локалитет и подигну ново насеље километар и нешто удаљено, северозападно од Селишта, на положају званом Јанкуљаса. Насеље је име добило по њиховом старешини Јанкулову. Због честих поплава реке Бегеј, морали су напустити овај локалитет и настанили се северно од Јанкуљасе на месту званом Градина Надол. Ово насеље се налазило поред воде зване Мали шанац, али пошто је и она плавила њихово насељељ услед великих киша, Шокци се селе на север, на висоравни километар удаљеној од Градине Надол, где оснивају Рекаш. Од 1718. године почела је у Рекашу колонизација Немаца из јужних, југозападних и западних крајева Немачке, која је настављена наредних деценија. У Конскрипцији из 1743. године забележена су два рекашка насеља, Rikasch са немачким живљем и Rekasch са српским католичким живљем. Мађарски аутор, Елек Фењес, бележи да су тридесетих година 19. века у Рекашу живели Немци, Раци (Срби) и Власи (Румуни). У последњој деценији 19. века у Шокаћки крај Рекаша доселило се десетак католичких породица, углавном пореклом из Мркопља у Горском котару, западнохерцеговачког икавског говора. По тумачењу Јозефа Шулца, пароха из Рекаша, њих је у другој половини 19. века довео на своје поседе у околину Острогона у Мађарској, гроф и велепоседник Амбрози. Они су као дрвосече радили у његовим шумама више година, а онда су прешли на његов посед у село Ремета (Реметеа Маре), 13 километара источно од Темишвара. Након краћег боравка у том месту, населили су се у Рекаш. По доласку у Рекаш, локални Шокци су их прозвали Гранери, према немачком имену за Острогон, Гран. Године 1870. у Рекашу је живело 1.700 Шокаца, што је био њихов највећи број од њиховог досељавања у Рекаш. Већ у наредним деценијама њихов број полако почиње да опада. Почетком 20. века у Рекашу је било 1.163 Шокаца, у том периоду су почеле миграције у прекоокеанске земље, када се одселило више десетина породица. Током Првог светског рата 32 Шокаца је изгубило животе, а Рекаш је после рата припао Краљевини Румунији. У међуратном периоду, од 1936. године у Рекашу се отвара хрватска школа са контрактуалним учитељима Хрватима из Југославије. Наредних деценија, Шокци полако почињу да прихватају хрватски идентитет, јер су као и Хрвати католичке вероисповести, по чему су се разликовали од осталих сународника Срба. После Другог светског рата и доношења Резолуције Информбироа, политичке прилике као и неки субјективни чиниоци довели су до постепеног престанка и гашења културног рада међу Шокцима, а крајем педесетих је затворена хрватска школа због малог броја ученика. Период колективизације на селу, започет почетком педесетих година, напуштање пољопривредног занимања, одлажење на радна места у нове средине изван Рекаша, доносили су са собом неизбежне потресе, породичне и појединачне. После Револуције 1989. године, Шокци су делимично повратили своја имања, а од 1991. добијају хрватско држављанство.

## Кечански Хрвати
Расељавање становништва Туропоља и Баније, са обе стране реке Купе, у време Марије Терезије (друга половина 18. века), десило се због преке потребе сређивања Војне границе. С обзиром да је дошло до проблема у организовању војне и феудалне власти на овом подручју, показало се да је једино решење могло бити исељавање слободних феудалаца који су припадали групи племића. зато су већ у претходним годинама, након Карловачког мира 1699. године, започете припреме за пресељење становништва лојалног цркви — опатији које је за своје заслуге цркви и царевини добило племићке титуле и поседе. Вазалски, односно предијални однос цркве и предијалаца (уживалаца предијалне земље) није био могућ у устројству Војне границе. Преговори око пресељења окончани су у време бискупа Максимилијана Врховца (1787—1827). Царска комора је дала загребачком Капитолу велико имање под називом Билет (Billet, Billiet, Billed) у Банату, припојено царском имању након Карловачког мира. То подручје је обухватало потес од Темишвара до Зрењанина (Велики Бечкерек) и било је познато као Модошка жупанија. Новонасељено хрватско становништво кајкавског језика из Покупља је добило подударна имања на подручју средњег Баната и задржало статус ситних племића-предијалаца. Пресељење је извршено у периоду од 1788. до 1801. године, када су се доселили на имања у Кечи, Радојеву (Кларији), Неузини и Боки око хиљаду становника. У формораним заједницама овог подручја, Хрвати су затекли Србе, Мађаре, Немце, Румуне и Бугаре. Поред подељености насеља према ентитету, унутар насеља одмах је дељен и простор, те се знало који је српски, који хрватски, а који немачки рогаљ, односно кафане у којима су се окупљали у доколици. Уз земљу, придошли ситни племићи добили су и кметове из српских, румунских и бугарских заједница. Мађарски кметови, у мањем броју, који су и раније били у статусу кметова камералног господског поседа Билета, радили су и на имањима хрватских предијалаца.
У Кечи је насељено тринаест породица. Иван Каурић из Каурића крај Покупскога (племство носе од 1578. године), презимену су додавали nobilis de Topusko. Потом породице Михаела Микшића, Јосипа Микшића, Николе Микшића, Петра Микшића, Михаела Микшића (II), Балтазара Микшића и Петра Микшића (II). Микшићи су се преселили из Лукавца у Туропољу, у Слатину, а потом у Кечу. Стара су племићка породица са грбом — лав са сабљом на којој је турска глава. Повеља краља Фердинанда из 1560. којом потврђује племство Микшићима садржи име Јурја Микшића. Делиманићи су прво живели у Вировитици (Славонија), а потом у Станковцу поред Глине. Племство носе од 1747. за време Марије Терезије. Породица Бужан (племство носе од 1621. године) била је настањена у Вратечком код Покупскога, Бедековићи из Хотње крај Краварскога, Узбашићи из Глинске Пољане и Каурићи за које се не зна одакле су дошли. Касније су се из Боке и Неузине у Хравтску Кечу доселили Новаковићи, Берковићи и Жунци. Из расположивих података се може видети да су највише ланаца земље по домаћинству добили Хрвати у Кечи, чија је просечна вредност такође била највећа. Земља је била у власништву загребачког Капитола до 1860, а предијалцима је признат стари вазални статус, привилегије и обавезе. Најважнија обавеза је било плаћање пореза (канон), који су плаћали све до средине 19. века. По доалску у Кечу добили су једну или више породица кметова, који су већином били Срби. По доласку чекала их је посебна Комисија која је била задужена за увођење у посед. Тим послом управљао је гроф Чекунић, којем се касније приписују многе заслуге за доброчинства и корисне иницијативе за градњу јавних објеката. Према неким изворима добили су готове куће, али по Адаму Микшићу из Кече, куће су градили предијалци. Засновали су своје насеље у западном делу већ постојећег насеља, и од тада постоје две Кече, Румунска и Хрватска. Касније се део кечанских Хрвата преселио у Ченеј, те је формиран Хрватски Ченеј. У Ченеј се 1820. године доселило неколико чланова племићке породице Вучетић из Бриња у Лици. Старином су из Херцеговине и свом презимену су додавали од Бриња и Ченеја. Убрзо по долсаку, предијалци су видели да расподела земљишта и није била праведна. Бискупија је за себе задржала најбоља земљишта, док је њихова земља била слабијег квалитета и већином мочварна. Тако да су су током кишних година имали пуно мање за обраду земље од оне коју су поседовали. Кечански котар је био нижи од нивоа реке Бегеј, па би у случају поплаве, вода која се излила трајно остајала на земљи и није се враћала у речно корито. То је био узрок бројних спорова наредних деценија. Да би тај проблем решили, Хрвати из Кече, Кларије и Ченеја су донирали 100 ланаца земље и сами финансирали регулацију старог тока Бегеја, чиме су у знатној мери решили проблем поплава и мочварног земљишта. У првом раздобљу, након досељења, број породица се повећавао, неке су имале и по шест синова. Тако је до 1827. године у Кечи већ било осамнаест породица. По доласку у нови завичај, у почетку су задржали живот у кућној задрузи, али временом синови који су се женили заснивали су породице и градили своје куће и имања. Укидање феудалних односа 1848. године, променило је економски, политички и социјални положај предијалаца у Кечи, јер су ослобађањем кметова изгубили јефтину радни снагу. У новонасталим околностима,  предијалци су сматрали да су њихове обавезе према Загребачкој бискупији, исто престале. Сами су обрађивали додељену земљу и понашали се као њени власници. Такво стање је потрајало до 1860, када је уређен катастар и устројене земљишне књиге. У том периоду је, по свему судећи, формално-правно укинут и бискупски посед Билет. Нека су домаћинства пропадала, док су се друга прилагодила новим приликама. Неки су у периоду од 1880. до 1914. своје поседе и увећали, узимајући банковне кредите за куповину земље и алата. Тако је прва вршилица на парни погон набављена у Хрватској Кечи 1900. године.
| Етнички састав Хрватске Кече из 1900. године‍ | Етнички састав Хрватске Кече из 1900. године‍ | Етнички састав Хрватске Кече из 1900. године‍ | Етнички састав Хрватске Кече из 1900. године‍ | Етнички састав Хрватске Кече из 1900. године‍ |
| -------------------------------------------- | -------------------------------------------- | -------------------------------------------- | -------------------------------------------- | -------------------------------------------- |
|                                              |                                              |                                              |                                              |                                              |
| Хрвати                                       | Хрвати                                       |                                              | 385                                          | 39,6%                                        |
| Мађари                                       | Мађари                                       |                                              | 171                                          | 17,6%                                        |
| Румуни                                       | Румуни                                       |                                              | 149                                          | 15,3%                                        |
| Срби                                         | Срби                                         |                                              | 133                                          | 13,7%                                        |
| Немци                                        | Немци                                        |                                              | 130                                          | 13,4%                                        |

После Првог светског рата Банат је подељен између Краљевине СХС и Краљевине Румуније. У новембру 1918. у Кечу је ушао одред српске војске, а следеће фодине, јуна месеца и француска војска. Наредних дана, уз асистенцију српских и румунских официра, започето је разграничење и постављање нове границе. Наводно је француски официр поставио границу по средини села, тако да је западни део (Хрватска Кеча) са Орватским сокаком и Мачевим крајем припао Краљевини СХС, а источни део Румунији. Такво стање је било све до 3. јануара 1924. године, када је и Хрватска Кеча припојена Румунији. Хрвати су дуго одбијали формално припајање Хрватске Кече Румунској Кечи и укидање хрватске општине, слали су бројне притужбе на сва државна тела до Букурешта. Коначна одлука о уједињењу две Кече донета је децембра 1929, а обављена на Нову годину 1930. године.
Период након Другог светског рата био је један од најтежих за кечанске Хрвате, због захлађења односа Југославије и Румуније, Румунска комунистичка партија донела је одлуку да се из појаса око 25 км уз југословенску границу депортује хиљаде становника свих народности у Бараган. Средином 1951. године, власти су депортовале становнике Кече. Живот у интернацији је био суров и неподношљив, кретање им је било ограничено као и комуникација. Владала је, углавном, глад и немаштина без могућности да се прибаве средства за живот. Првобитно су насељени у колибама и земуницама, да би касније, уз велики напор, саградили чвршћи смештај. Након нормализације односа Југославије и Румуније, уследио је повратак на стара огњишта 1956. године. На повратку су их чекале куће које су биле празне и девастиране, неке и порушене, док им одузета земља није била враћена. Као сељаци-пролетери (беземљаши) морали су радити на државном добру, које се звало Париска комуна. То је трајало све до Револуције 1989. године. Кечанским Хрватима је део земље био враћен, али су многи због сиромаштва враћену земљу одмах продавали. Данас је у Кечи остало десетак Хрвата, живе у улицама Орватски сокак и Мачев крај.

## Демографија
На попису 2021. у Румунији је било 4.842 Хрвата. Највећи број Хрвата живи у жупанијама Караш-Северин и Тимиш. Они су већинско становништво у општинама Карашево (86,5 %) и Лупак (86,2 %). Општини Карашево припадају насеља Карашево, Нермиђ и Јабалча, док општини Лупак припадају Лупак, Клокотич, Равник и Водник. У Караш-северинској жупанији има их 243 у граду Решици и 22 у општини Доклин. У Тимишкој жупанији било је 77 Хрвата у граду Темишвару, 41 у општини Рекаш, 20 у општини Думбравица и 15 у општини Кеча.
| 1900. | 1992. | 2002. | 2011. | 2021. |
| ----- | ----- | ----- | ----- | ----- |
| 1.216 | 4.085 | 6.807 | 5.408 | 4.842 |

Углавном су римокатоличке вероисповести, њих 4.663 на попису 2021. године. Католичка црква из Хрватске већ годинама доставља хрватским свештеницима верску штампу и књиге за богослужкење на хрватском језику. Данас у Темишварској бискупији делује тринаест хрватских свештеника и редовника. У општинама Карашево и Лупак постоје три католичке парохије, Карашево, Лупак и Клокотич. У Хрватској Кечи је католичка црква, након многобројних планова и неуспелих покушаја, изграђена 1926. године. Унутрашњост цркве је препуна хравтских обележја, поред олтара је слика Покрштавање Хрвата, израђена од сликара Синковића и Варадија, а текст испод слика Пут крста је на хравтском језику. Хрвати у Кечи су 2013. године, први пут после скоро једног века, добили свештеника Хрвата карашевског порекла, Давора Лукачелу, који одржава мису на хрватском језику.
Године 2021. 4.610 Хрвата се изјаснило да им је хрватски матерњи језик, а 185 да им је румунски матерњи језик. У Румунији постоји седам хрватских вртића, пет основних школа од 1. до 4. разреда и три од 1. до 8. разреда, као и двојезична румунско-хрватска гиманзија у Карашеву. Министарство образовања Републике Хрватске потпомаже наставу на хрватском језику доставом уџбеника и наставних помагала, али и упућивањем једног учитеља хравстке наставе. Од 1994. на Универзитету у Букурешту је основан Лекторат за хрватски језик, који је 2008. године постао Катедра за хрватски језик и књижевсност, а од 2017. године на Западном универзитету у Темишвару постоји Лекторат за хрватски језик. Лектор је Петар Хацеган, члан Савета Владе Хрватске за Хрвате изван Републике Хрватске и председник Демократског савеза Хрвата у Румунији.

## Удружења
Почетком 1991. године Карашевци хрватског опредељења формирају организацију Заједништво Хрвата у Румунији (Zajedništvo Hrvata u Rumunjskoj) са седиштем у Карашеву, под вођством професора Миље Радана. Због незадовољства начином вођења Заједништва, 1998. године су се представници лупачке општине издвојили из Заједништва и основали Демократски савез Хрвата у Румунији (Demokratski savez Hrvata u Rumunjskoj) са седиштем у Лупаку. Од 2000. године Хрвати имају свог заступника у Парламенту Румуније, који је био Миља Радан, дугогодишњи председник општине Карашево. Тренутни заступник хрватске мањине у румунском Парламенту је Слободан Гера, који је и председник Заједништва Хрвата у Румунији.
Некада је у Хрватској Кечи деловало више различитих друштава. Прво културно-уметничко друштво основано је крајем 19. века, орагнизовано је било и ватрогасно друштво, затим Братовштина свете крунице и Погребно друштво. Почетком 20. века основано је Ловачко друштво (1907), а три године касније Газдачко друштво. Након Првог светског рата основано је тамбурашко друштво (1922) као и позоришна дружина (1924). Споменута друштва су деловала у школској згради до 1938. године, када је отворен Хрватски католички дом са библиотеком и читаоницом. Због разних околности ова су друштва постепено пропадала, а након 1948. углавном су сва престала постојати.
У Карашеву делује КУД „Карашевска зора”, а у Клокотичу Фолклорна група „Клокотич”, док су од спортских друштава најактивнији фудбалски клубови. Крајем 1994. године почињу да излазе новине Хрватса гранчица, двојезични месечни гласник Заједништва Хрвата у Румунији. На радио станици Решица, као и на 3. програму јавне националне телевизије (TVR3) емитује се програм посвећен хрватској мањини.